# Gaio Sulpicio Galba (console 22)
Gaio Sulpicio Galba (in latino Gaius Sulpicius Galba; ... – 36) è stato un politico romano, attivo durante il regno di Tiberio.

## Biografia
Sulpicio Galba era figlio di Gaio Sulpicio Galba e di Mummia Acaica, nipote di Quinto Lutazio Catulo; il futuro imperatore Galba era suo fratello.
Fu console nell'anno 22 come collega di Decimo Aterio Agrippa. Nel corso della sua vita Gaio sperperò la maggior parte del suo patrimonio e fu costretto a ritirarsi da Roma. Sperava di recuperare le sue ricchezze attraverso lo smistamento del 36, che gli avrebbe dato l'Africa o l'Asia da governare come proconsole, ma l'imperatore Tiberio gli proibì di assumere la provincia che gli era stata assegnata. Questo costrinse Gaio a porre fine alla sua vita.